# Saint-Lumier-la-Populeuse
 Saint-Lumier-la-Populeuse  es una población y comuna francesa, en la región de Champaña-Ardenas, departamento de Marne, en el distrito de Vitry-le-François y cantón de Thiéblemont-Farémont.

## Demografía
| 42 | 48 | 39 | 42 | 41 | 32 |
| Para los censos de 1962 a 1999 la población legal corresponde a la población sin duplicidades (Fuente: INSEE [Consultar]) |    |    |    |    |    |